# Saclas
Ne doit pas être confondu avec SACLA ou Saclay.
Saclas (prononcé [sakla] ) est une commune française située  dans le département de l'Essonne en région Île-de-France.
Ses habitants sont appelés les Saclasiens.

## Géographie

### Situation

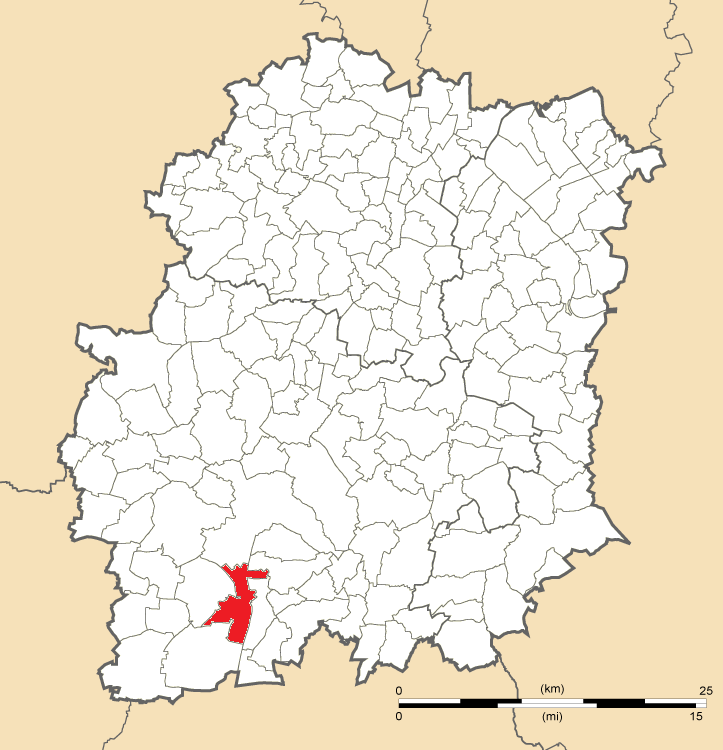
Position de Saclas en Essonne.

Saclas est située à cinquante-huit kilomètres au sud-ouest de Paris-Notre-Dame, point zéro des routes de France, trente-huit kilomètres au sud-ouest d'Évry, huit kilomètres au sud-ouest d'Étampes, vingt-et-un kilomètres au sud-est de Dourdan, vingt-deux kilomètres au sud-ouest de La Ferté-Alais, vingt-cinq kilomètres au sud-ouest de Milly-la-Forêt, vingt-sept kilomètres au sud-ouest d'Arpajon, trente-trois kilomètres au sud-ouest de Montlhéry, trente-huit kilomètres au sud-ouest de Corbeil-Essonnes, quarante kilomètres au sud-ouest de Palaiseau.

### Communes limitrophes
|            | Étampes        | Boissy-la-Rivière    |
| Guillerval | Saclas         | Saint-Cyr-la-Rivière |
|            | Le Mérévillois |                      |

### Hydrographie
La commune est traversée par la rivière la Juine.

### Voies de communication et transports
La commune est desservie par les lignes 316, 317, 318 et 332 du réseau de bus Essonne Sud Ouest, qui permettent de rejoindre Étampes.

### Occupation des sols simplifiée
Le territoire de la commune se compose en 2017 de 90,62 % d'espaces agricoles, forestiers et naturels, 3,7 % d'espaces ouverts artificialisés et 5,67 % d'espaces construits artificialisés.

### Climat
Pour des articles plus généraux, voir Climat de l'Île-de-France et Climat de l'Essonne.
En 2010, le climat de la commune est de type climat océanique dégradé des plaines du Centre et du Nord, selon une étude du CNRS s'appuyant sur une série de données couvrant la période 1971-2000. En 2020, Météo-France publie une typologie des climats de la France métropolitaine dans laquelle la commune est exposée à un climat océanique altéré et est dans la région climatique Sud-ouest du bassin Parisien, caractérisée par une faible pluviométrie, notamment au printemps (120 à 150 mm) et un hiver froid (3,5 °C).
Pour la période 1971-2000, la température annuelle moyenne est de 11 °C, avec une amplitude thermique annuelle de 15,1 °C. Le cumul annuel moyen de précipitations est de 651 mm, avec 11,1 jours de précipitations en janvier et 7,8 jours en juillet. Pour la période 1991-2020, la température moyenne annuelle observée sur la station météorologique la plus proche, située sur la commune de Boigneville à 18 km à vol d'oiseau, est de 11,5 °C et le cumul annuel moyen de précipitations est de 615,6 mm,. Pour l'avenir, les paramètres climatiques de la commune estimés pour 2050 selon différents scénarios d'émission de gaz à effet de serre sont consultables sur un site dédié publié par Météo-France en novembre 2022.

## Urbanisme

### Typologie
Au 1er janvier 2024, Saclas est catégorisée bourg rural, selon la nouvelle grille communale de densité à sept niveaux définie par l'Insee en 2022.
Elle appartient à l'unité urbaine de Le Mérévillois, une agglomération intra-départementale regroupant trois  communes, dont elle est une commune de la banlieue,,. Par ailleurs la commune fait partie de l'aire d'attraction de Paris, dont elle est une commune de la couronne,. Cette aire regroupe 1 929 communes,.

## Toponymie
Attestée sous la forme Salioclita, Sarclitæ, Saiclitæ en 637.
Même origine que Saclay (voir cette page).

## Histoire

### Préhistoire
L'emplacement de Saclas fut habité depuis la Préhistoire comme en témoignent les outils, pierres gravées et parois rupestres retrouvées dans la vallée de la Juine entre Ormoy-la-Rivière et Saclas.

### Antiquité
Le village de Saclas fut, durant la période gauloise, constitué de hameaux et de pagus dispersés habités par les Carnutes dirigé par des druides. Lors de la conquête de la Gaule par Jules César, le village prit le nom de Salioclitae, nom qui est mentionné pour la première fois dans l'Itinéraire d'Antonin, un important document du IIe siècle apr. J.-C. Il était alors situé en bordure de la voie romaine reliant Lutèce (Paris) à Augustodunum (Autun) en passant par Genabum (Orléans), à la frontière du territoire des Carnutes (la forêt des Carnutes trouvait sa limite ici) et de celui des Sénons. C'est pour cette raison que fut installé au lieu-dit Le Romard un camp fortifié romain qui devait servir de poste-frontière. La ville se développa donc assez rapidement et fut alors équipée de thermes et de temples.
Connu depuis le début du siècle, le site gallo-romain de Saclas a fait l’objet, depuis 1969, de plusieurs campagnes de fouilles. Les secteurs dégagés ont permis de mettre en évidence un centre cultuel composé de plusieurs temples et de différents bâtiments annexes, au lieu-dit La Croix de la Borne, au sud du bourg.

### Moyen Âge
Les premières mentions de Saclas au Moyen Âge sont celles du don de Saclas à l'abbaye de Saint-Denis, en y autorisant un marché, par le roi Dagobert Ier. Le 1er décembre 815, Louis le Pieux confirme le don à l'abbaye et instaure le marché du jeudi.
En 1406, Saclas est donné par Jean de Montagu, seigneur de Saclas et grand maître de France, aux moines Célestins de Marcoussis tandis qu'une autre part, avec le titre de seigneur de Saclas, est cédée à la famille De Poilloüe, originaire des Landes. Aux alentours de 1500, le bourg est aux mains d'un capitaine, le sieur De Poilloüe, qui entoure le village de remparts. Ses résidences furent le château du Boulay (aujourd'hui disparu), en effet, sa descendance portait le titre de Seigneur du Boulay, et le manoir du Prés de la Cure.
En 1789, la Révolution française fit de Saclas un chef-lieu de canton pendant quelques années.

### Liste des seigneurs de Saclas au Moyen-Âge
Voici la liste des personnes ayant dirigé Saclas ou un de ses hameaux,.

#### Seigneurs de Saclas
- Jean de Montagu, seigneur de Saclas, vidame de Laon et grand maître de France.
- Les Célestins de Marcoussis, coseigneurs de Saclas avec les de Poilloüe.
- Jean II Guillaume de Poilloüe, voir Seigneur de Poilloüe.
- Jean III de Poilloüe, voir Seigneur de Poilloüe.
- Abel de Poilloüe, voir Seigneur de Poilloüe.
- Paul Ier de Poilloüe, fils du précédent. 1er seigneur de Saclas sans les célestins.
- Jacques II de Poilloüe, petit-fils de Jacques Ier (seigneur de Jubert et de Bonnevaux). Seigneur de Bonnevaux et Saclas.
- Louis de Poilloüe, fils du précédent. Seigneur de Bonnevaux et Saclas, garde du corps du Roi.

Après Louis de Poilloüe, la seigneurie de Saclas devient la seigneurie du Boulay.

#### Seigneurs de Poilloüe
Le fief de Poilloüe se trouvait sur les terres de la seigneurie de Saclas.
- Pierre de Poillouë (vers 1360).
- Jean Ier de Poillouë, fils du précédent.
- Jean II Guillaume de Poilloüe, fils du précédent. Seigneur de Poilloüe et Saclas (avec les célestins de Marcoussis).
- Jean III de Poilloüe, fils du précédent. Seigneur de Poilloüe et Saclas (avec les célestins de Marcoussis).
- Nicolas Ier de Poilloüe, fils du précédent.
- Urbain Ier de Poilloüe (†1582), voir Seigneur de Jubert.
- Abel de Poilloüe, fils du précédent. Seigneur de Poilloüe et Saclas (avec les célestins de Marcoussis).

#### Seigneur de Fouville
Fouville est un des hameaux de Saclas. Il se situe aux abords de la Juine, à environ 4 km au sud du centre-ville de Saclas et à 2 km de celui de Méréville.
- Louis le Jeune de Poilloüe, frère de Paul Ier (seigneur de Saclas). Seigneur de Fouville et des Châteliers.

#### Seigneurs de Jubert
Jubert est un des anciens hameaux de Saclas.
- Urbain Ier de Poilloüe (†1582), frère de Nicolas Ier (seigneur de Poilloüe). Seigneur de Jubert et Poilloüe.
- Jacques Ier de Poilloüe, fils cadet du précédent. Seigneur de Jubert et de Bonnevaux.

#### Seigneurs de Gittonville
Gittonville est un des anciens hameaux de Saclas, aux abords de la Juine.
- Adam de Poilloüe (†1705), neveu de Paul Ier (seigneur de Saclas).
- François de Poilloüe (1662-1737), fils du précédent.

#### Seigneurs du Boulay
Les seigneurs du Boulay sont les héritiers des seigneurs de Saclas et en sont les vrais maîtres. Ils habitaient le château du Boulay (aujourd'hui disparu).
- Pierre de Poilloüe de Bonnevaux (†1721), fils de Louis (seigneur de Bonnevaux et Saclas). Lieutenant-colonel d'infanterie, chevalier de Saint-Louis, il prend pour femme le 20 avril 1700 Marie-Thérèse-Joseph de Lencquesaing (famille de Lencquesaing) (1672-1725), fille de Jean-Jacques II, receveur des domaines du roi au quartier d'Aire-sur-la-Lys, receveur général des aides d'Artois, mayeur d'Aire, anobli en 1661, seigneur de Laprée sur Quiestède, et de Marie-Anne Durietz. L'épouse baptisée à Aire-sur-la-Lys le 27 octobre 1672 meurt à Saclas le 10 mars 1725, à 52 ans[32].
- Louis de Poilloüe de Bonnevaux (†1727), fils du précédent.
- Marie-Françoise-Louise de Poillouë, fille du précédent. Âgée de 1 an à la mort de son père.

### Fin duXIXesiècleetXXesiècle

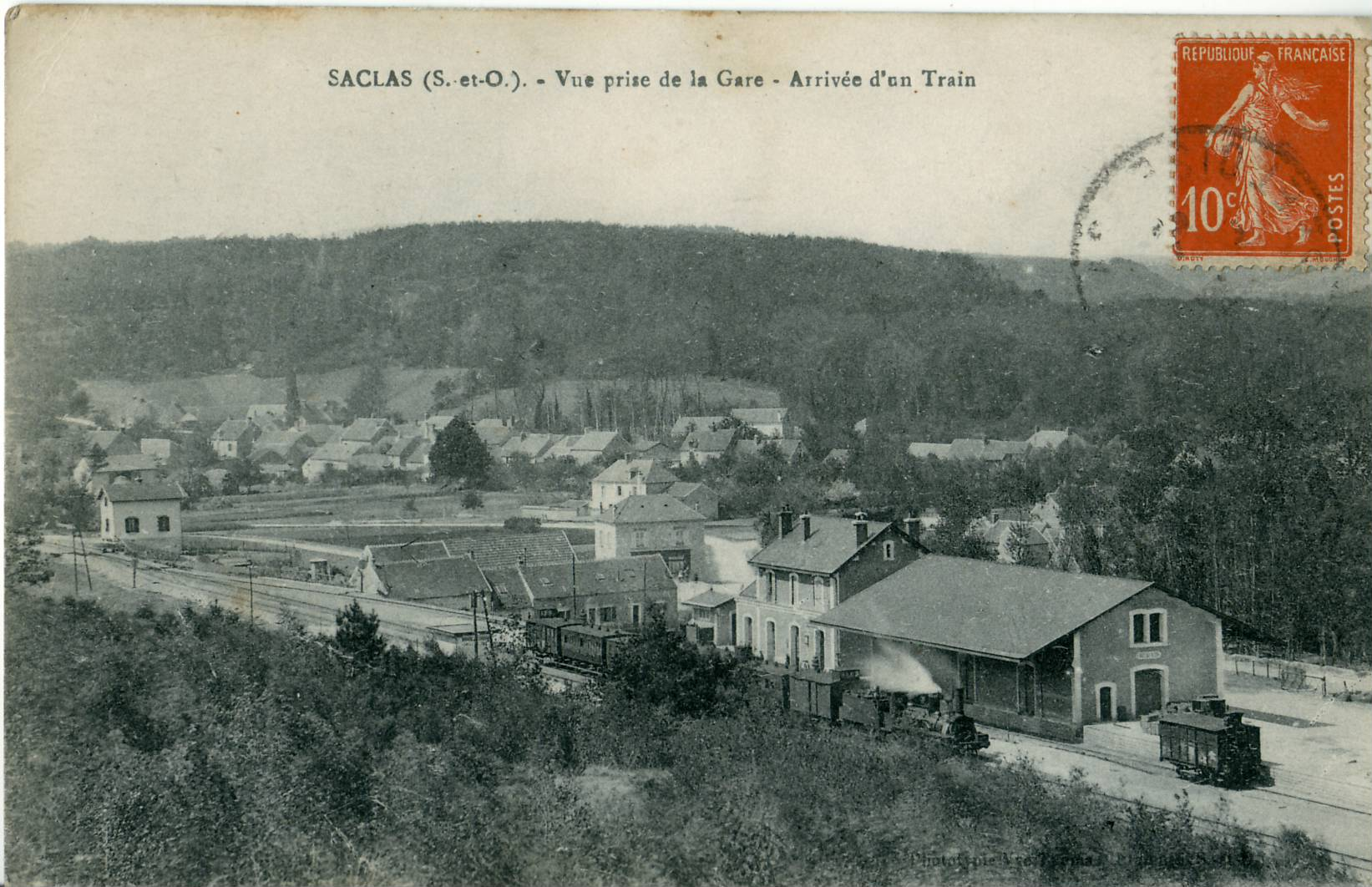
La gare de Saclas, sur la ligne d'Étampes à Beaune-la-Rolande, au début du XXe siècle.

En 1870, le village est occupé par les Prussiens.
Au tout début du XXe siècle est construite une ligne de chemin de fer reliant Saclas à la capitale.
Pendant la Première Guerre mondiale, vingt-six jeunes Saclasiens périrent pour la France et pendant la Seconde Guerre mondiale, le village est occupé par les Allemands.

## Politique et administration

### Politique locale
La commune de Saclas est rattachée au canton d'Étampes, représenté par les conseillers départementaux Marie-Claire Chambaret (DVD) et Guy Crosnier (UMP), à l'arrondissement d’Étampes et à la deuxième circonscription de l'Essonne, représentée par le député Franck Marlin (UMP).
L'Insee attribue à la commune le code 91 1 17 533. La commune de Saclas est enregistrée au répertoire des entreprises sous le code SIREN 219 105 335. Son activité est enregistrée sous le code APE 8411Z.

### Liste des maires
| Période                                  | Période  | Identité                                    | Étiquette      | Qualité                                                             |
| ---------------------------------------- | -------- | ------------------------------------------- | -------------- | ------------------------------------------------------------------- |
| Les données manquantes sont à compléter. |          |                                             |                |                                                                     |
| mai 1925                                 |          | M. Mermillod                                |                |                                                                     |
|                                          |          |                                             |                |                                                                     |
| 1945                                     | 1988     | Serge Lefranc                               | PCF            | Sénateur de Seine-et-Oise conseiller général du canton de Méréville |
|                                          |          |                                             |                |                                                                     |
| 2001                                     | en cours | Yves Gaucher Réélu pour le mandat 2020-2026 | Sans Etiquette | Retraité                                                            |

### Tendances et résultats politiques
Élections présidentielles, résultats des deuxièmes tours :
- Élection présidentielle de 2002 : 76,50 % pour Jacques Chirac (RPR), 23,50 % pour Jean-Marie Le Pen (FN), 85,88 % de participation[37].
- Élection présidentielle de 2007 : 57,52 % pour Nicolas Sarkozy (UMP), 42,48 % pour Ségolène Royal (PS), 88,36 % de participation[38].
- Élection présidentielle de 2012 : 54,78 % pour Nicolas Sarkozy (UMP), 45,22 % pour François Hollande (PS), 85,80 % de participation[39].

Élections législatives, résultats des deuxièmes tours :
- Élections législatives de 2002 : 58,63 % pour Franck Marlin (UMP), 41,37 % pour Gérard Lefranc (PCF), 66,20 % de participation[40].
- Élections législatives de 2007 : 56,79 % pour Franck Marlin (UMP) élu au premier tour, 16,30 % pour Marie-Agnès Labarre (PS), 65,40 % de participation[41].
- Élections législatives de 2012 : 64,68 % pour Franck Marlin (UMP), 35,32 % pour Béatrice Pèrié (PS), 61,71 % de participation[42].

Élections européennes, résultats des deux meilleurs scores :
- Élections européennes de 2004 : 19,37 % pour Harlem Désir (PS), 13,47 % pour Marine Le Pen (FN), 46,57 % de participation[43].
- Élections européennes de 2009 : 21,81 % pour Michel Barnier (UMP), 17,28 % pour Daniel Cohn-Bendit (Europe Écologie), 46,59 % de participation[44].

Élections régionales, résultats des deux meilleurs scores :
- Élections régionales de 2004 : 48,64 % pour Jean-Paul Huchon (PS), 31,56 % pour Jean-François Copé (UMP), 70,17 % de participation[45].
- Élections régionales de 2010 : 54,31 % pour Jean-Paul Huchon (PS), 45,69 % pour Valérie Pécresse (UMP), 51,69 % de participation[46].

Élections cantonales, résultats des deuxièmes tours :
- Élections cantonales de 2004 : 50,49 % pour Franck Marlin (UMP), 49,51 % pour Patrice Chauveau (PCF), 71,22 % de participation[47].
- Élections cantonales de 2011 : 67,73 % pour Guy Crosnier (UMP), 32,27 % pour Jacques Met (FN), 43,90 % de participation[48].

Élections municipales, résultats des deuxièmes tours :
- Élections municipales de 2001 : données manquantes.
- Élections municipales de 2008 : 554 voix pour Yves Gaucher (?), 541 voix pour Josiane Marty (?), 76,21 % de participation[49].

Référendums :
- Référendum de 2000 relatif au quinquennat présidentiel : 70,40 % pour le Oui, 29,60 % pour le Non, 33,20 % de participation[50].
- Référendum de 2005 relatif au traité établissant une Constitution pour l'Europe : 62,78 % pour le Non, 37,33 % pour le Oui, 75,49 % de participation[51].

## Population et société

### Démographie

#### Évolution démographique
L'évolution du nombre d'habitants est connue à travers les recensements de la population effectués dans la commune depuis 1793. Pour les communes de moins de 10 000 habitants, une enquête de recensement portant sur toute la population est réalisée tous les cinq ans, les populations de référence des années intermédiaires étant quant à elles estimées par interpolation ou extrapolation. Pour la commune, le premier recensement exhaustif entrant dans le cadre du nouveau dispositif a été réalisé en 2004.

En 2022, la commune comptait 1 857 habitants, en évolution de +4,38 % par rapport à 2016 (Essonne : +2,89 %, France hors Mayotte : +2,11 %).
| 1793 | 1800 | 1806 | 1821 | 1831 | 1836 | 1841 | 1846 | 1851 |
| ---- | ---- | ---- | ---- | ---- | ---- | ---- | ---- | ---- |
| 574  | 625  | 608  | 639  | 849  | 862  | 802  | 795  | 799  |

| 1856 | 1861 | 1866 | 1872 | 1876 | 1881 | 1886 | 1891 | 1896 |
| ---- | ---- | ---- | ---- | ---- | ---- | ---- | ---- | ---- |
| 820  | 816  | 735  | 738  | 740  | 682  | 660  | 683  | 734  |

| 1901 | 1906 | 1911 | 1921 | 1926 | 1931 | 1936 | 1946 | 1954 |
| ---- | ---- | ---- | ---- | ---- | ---- | ---- | ---- | ---- |
| 875  | 923  | 856  | 720  | 793  | 744  | 758  | 809  | 873  |

| 1962  | 1968  | 1975  | 1982  | 1990  | 1999  | 2004  | 2006  | 2009  |
| ----- | ----- | ----- | ----- | ----- | ----- | ----- | ----- | ----- |
| 1 051 | 1 105 | 1 201 | 1 253 | 1 496 | 1 664 | 1 801 | 1 800 | 1 795 |

| 2014  | 2019  | 2022  | - | - | - | - | - | - |
| ----- | ----- | ----- | - | - | - | - | - | - |
| 1 783 | 1 859 | 1 857 | - | - | - | - | - | - |

#### Pyramide des âges
En 2018, le taux de personnes d'un âge inférieur à 30 ans s'élève à 33,1 %, soit en dessous de la moyenne départementale (39,9 %). À l'inverse, le taux de personnes d'âge supérieur à 60 ans est de 26,0 % la même année, alors qu'il est de 20,1 % au niveau départemental.
En 2018, la commune comptait 907 hommes pour 925 femmes, soit un taux de 50,49 % de femmes, légèrement inférieur au taux départemental (51,02 %).
Les pyramides des âges de la commune et du département s'établissent comme suit.
| Hommes | Classe d’âge | Femmes |
| ------ | ------------ | ------ |
| 0,9    | 90 ou +      | 1,2    |
| 6,7    | 75-89 ans    | 8,3    |
| 17,5   | 60-74 ans    | 17,3   |
| 21,1   | 45-59 ans    | 21,0   |
| 19,8   | 30-44 ans    | 19,8   |
| 14,4   | 15-29 ans    | 14,7   |
| 19,5   | 0-14 ans     | 17,7   |

| Hommes | Classe d’âge | Femmes |
| ------ | ------------ | ------ |
| 0,5    | 90 ou +      | 1,4    |
| 5,4    | 75-89 ans    | 7,2    |
| 12,9   | 60-74 ans    | 13,9   |
| 20     | 45-59 ans    | 19,4   |
| 19,9   | 30-44 ans    | 20,1   |
| 20     | 15-29 ans    | 18,2   |
| 21,3   | 0-14 ans     | 19,8   |

### Enseignement
Les élèves de Saclas sont rattachés à l'académie de Versailles. La commune dispose sur son territoire de l'école primaire Serge-Lefranc.

### Services publics
La commune dispose sur son territoire d'un centre de secours et d'une agence postale.

### Sports
Pour les randonneurs, a commune est traversée par le GR de Pays du Hurepoix, qui relie la vallée de la Bièvre, à celle de l'Essonne, via l'Yvette, l'Orge, et la Juine.

### Lieux de culte
La paroisse catholique de Saclas est rattachée au secteur pastoral de Saint-Michel-de-Beauce-Étampes et au diocèse d'Évry-Corbeil-Essonnes. Elle dispose de l'église Saint-Germain.

### Médias
L'hebdomadaire Le Républicain relate les informations locales. La commune est en outre dans le bassin d'émission des chaînes de télévision France 3 Paris Île-de-France Centre, IDF1 et Téléssonne intégré à Télif.

## Économie

### Emplois, revenus et niveau de vie
En 2006, le revenu fiscal médian par ménage était de 19 260 €, ce qui plaçait la commune au 4 484e rang parmi les 30 687 communes de plus de cinquante ménages que compte le pays et au 168e rang départemental.
| Répartition des emplois par catégories socioprofessionnelles en 2006. |              |                                           |                                                   |                            |                          |                           |
|                                                                       | Agriculteurs | Artisans, commerçants, chefs d’entreprise | Cadres et professions intellectuelles supérieures | Professions intermédiaires | Employés                 | Ouvriers                  |
| Saclas                                                                | -            | -                                         | -                                                 | -                          | -                        | -                         |
| Zone d’emploi d’Étampes                                               | 1,8 %        | 6,2 %                                     | 15,1 %                                            | 24,9 %                     | 27,2 %                   | 24,8 %                    |
| Moyenne nationale                                                     | 2,2 %        | 6,0 %                                     | 15,4 %                                            | 24,6 %                     | 28,7 %                   | 23,2 %                    |
| Répartition des emplois par secteurs d’activités en 2006.             |              |                                           |                                                   |                            |                          |                           |
|                                                                       | Agriculture  | Industrie                                 | Construction                                      | Commerce                   | Services aux entreprises | Services aux particuliers |
| Saclas                                                                | -            | -                                         | -                                                 | -                          | -                        | -                         |
| Zone d’emploi d’Étampes                                               | 2,9 %        | 16,1 %                                    | 6,7 %                                             | 14,8 %                     | 9,2 %                    | 5,8 %                     |
| Moyenne nationale                                                     | 3,5 %        | 15,2 %                                    | 6,4 %                                             | 13,3 %                     | 13,3 %                   | 7,6 %                     |
| Sources : Insee,                                                      |              |                                           |                                                   |                            |                          |                           |

## Culture locale et patrimoine

### Patrimoine environnemental
Les berges de la Juine, les bois qui les entourent et la pelouse calcicole ont été recensés au titre des espaces naturels sensibles par le conseil départemental de l'Essonne.

### Lieux et monuments
- Une borne milliaire élevée durant le règne de l'empereur Aurélien a été trouvée à Saclas (route d'Orléans à Paris). Une réplique de cette borne est dressée au centre d'une place de la commune. L'original est conservé au musée historique et archéologique de l'Orléanais, à Orléans.
- Une borne seigneuriale de la fin du XVIe siècle situé au lieu-dit de la Pièce de la Borne à la Calande, a été classée aux monuments historiques le 13 septembre 1920[68].
- L'église Saint-Germain-d'Auxerre, datant originellement de la fin du XIe siècle, a été inscrite aux monuments historiques le 28 avril 1947[69].

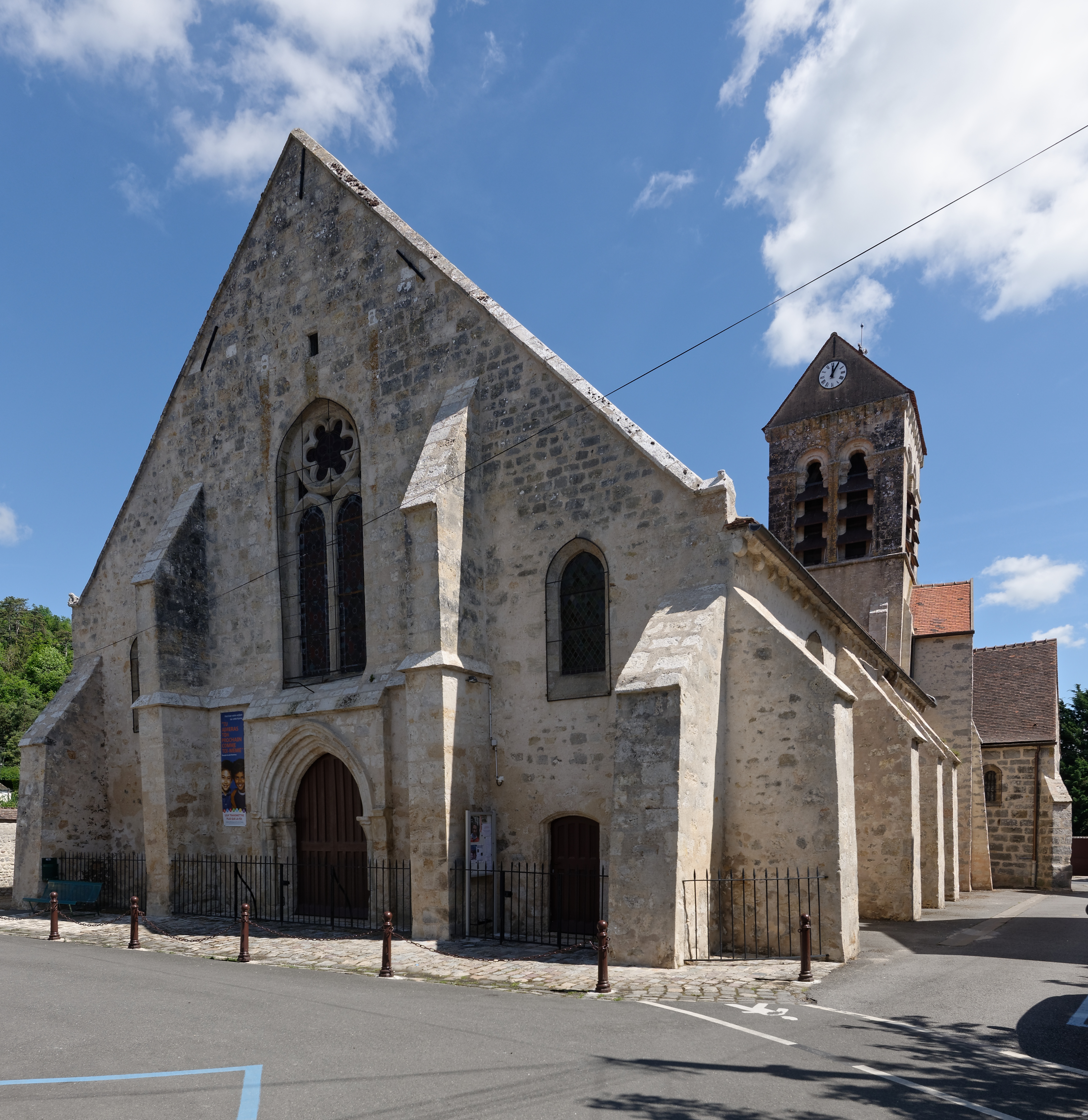
L'église Saint-Germain-d'Auxerre.
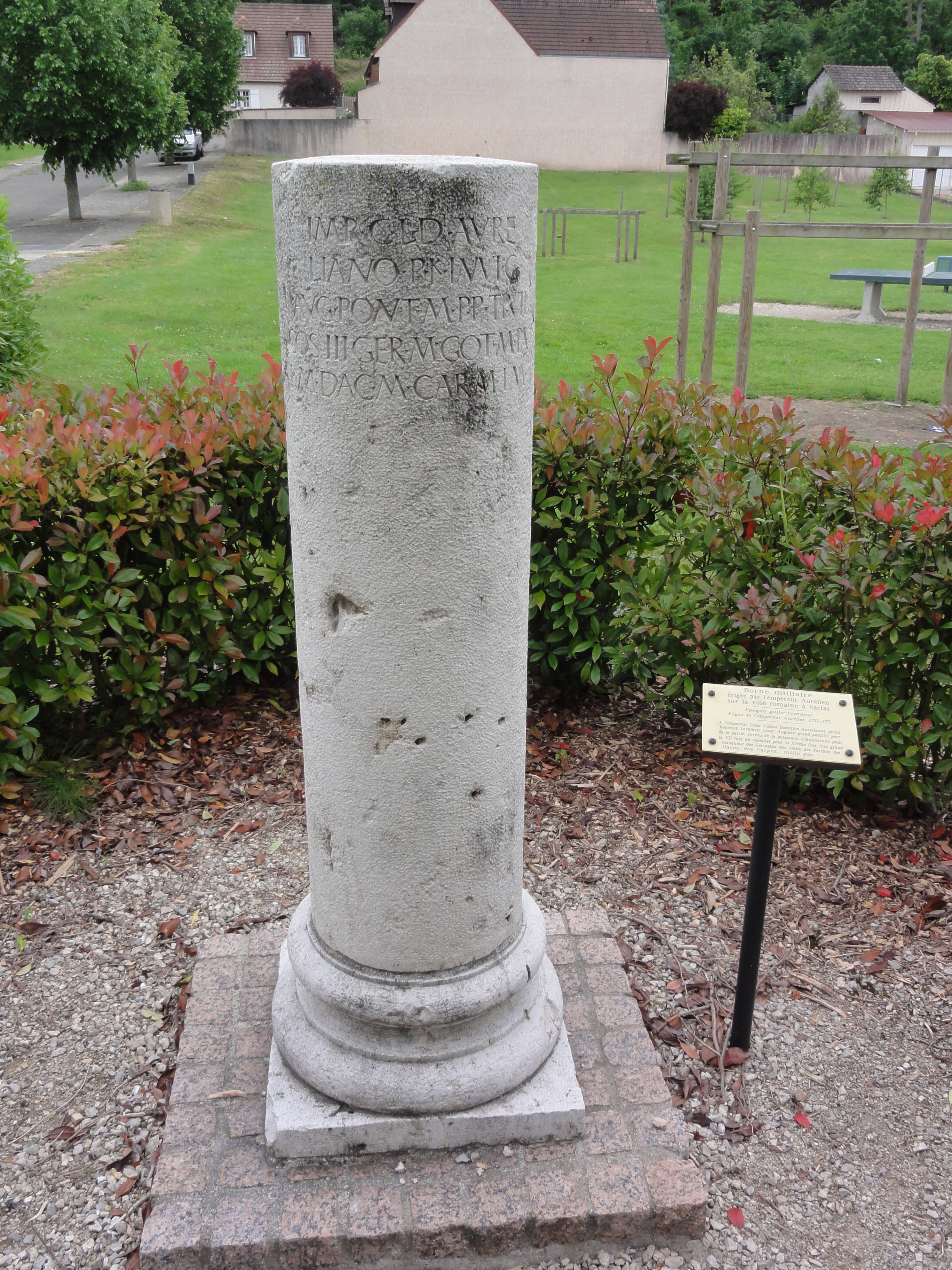
La borne romaine.
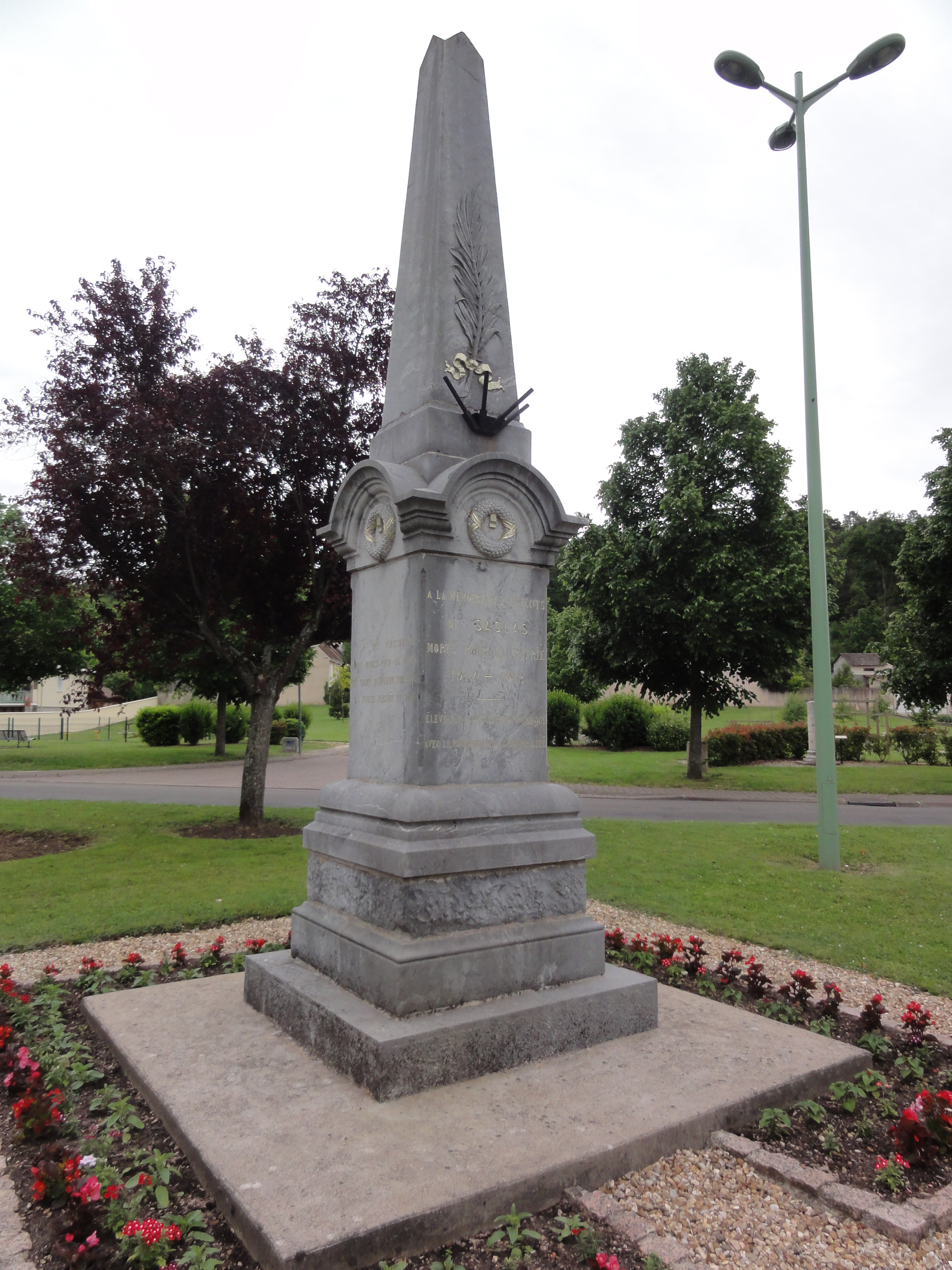
Le monument aux morts.
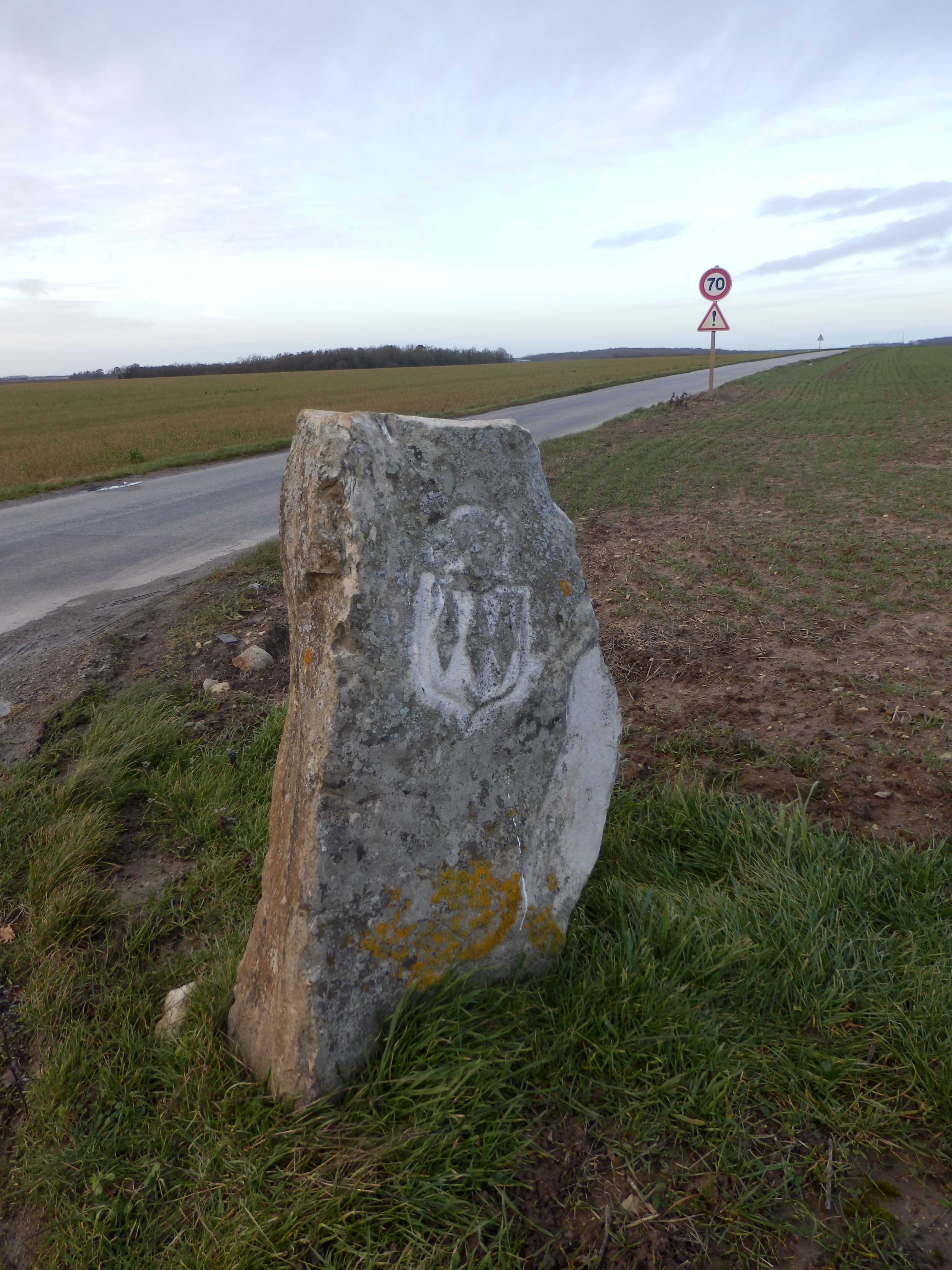
Borne seigneuriale de la Pièce de la Borne à la Calande.

### Personnalités liées à la commune
Différents personnages publics sont nés, décédés ou ont vécu à Saclas :
- Maxime Vuillaume (1844-1925), ingénieur et journaliste communard, y est né.
- Victor Griffuelhes (1874-1922), syndicaliste, y est mort.
- Serge Lefranc (1903-2000), homme politique et syndicaliste français.
- Jacques Datin (1920-1973), compositeur, y est mort.
- Philippe Cara Costea (1925-2006), sculpteur, y est mort.
- François Mossmann (de) (1942-), écrivain et illustrateur, y enseigna.

### Héraldique
| Blason de Saclas | Blason  | D'argent aux trois chevrons partis de sable et de sinople. |
| Blason de Saclas | Détails |                                                            |